# Carlo Alberto Petrucci
Carlo Alberto Petrucci (Roma, 4 agosto 1881 – Roma, 11 febbraio 1963) è stato un incisore, pittore e museologo italiano.

## Biografia
Figlio di Luigi, proprietario di una libreria antiquaria, e di Beatrice del Nero di vecchia famiglia romana, dopo il diploma all’istituto Leonardo da Vinci si impiegò come ragioniere. Frequentò, tra il 1902 e il 1903, i corsi serali della scuola del nudo, presso l’Associazione artistica internazionale e lì conobbe Umberto Prencipe e Antonio Mancini, di cui divenne segretario. Lavorava come amministratore nella fonderia artistica della famiglia materna, dove apprese le tecniche di fusione in bronzo, quelle dell’oreficeria e i principi dell’incisione. 

### Le mostre
Lo zio Angelo del Nero, scultore e cesellatore, nel 1906 gli diede l'occasione di esporre oggetti in bronzo e monili alla Windsor Arcade Exhibition di New York.
A Roma, partecipò nel 1907 alla LXXVII Mostra della Società degli Amatori e Cultori di Belle Arti, con il dipinto Studio di figura e nel 1908 con Bronzista e Ritratto della Signora del Nero. Nel 1909 fu accolto al Salon d’Automne di Parigi e nel 1910 presentò una cartella con Acquatinte romane. Alla mostra del 1910 degli Amatori e Cultori presentò le incisioni Luce rossa, A piazza S. Pietro, Un the e i dipinti Ritratto di Angelo del Nero al lavoro e Ritratto della signorina Ferrini, che era un'allieva di Giacomo Balla. Il Ritratto di signora, 1910 circa, raffigura Maddalena Ventura, che Petrucci sposò e da cui ebbe una figlia: Maria Giuseppina.
Nel 1911, alla Mostra di Belle Arti dell’Esposizione internazionale di Roma, era presente con il dipinto Guardando nel rame e vinse il premio per l’incisione con Vento e sole. Nel 1912 uscì la sua seconda Serie romana, incisa ad acquatinta.
Nel 1912, a Napoli, alla mostra del Comitato nazionale artistico giovanile, presentò le acqueforti Castel Sant'Angelo e Il pozzo delle prigioni e nel 1913 aderì alla Secessione Romana, contribuendo alla decorazione e all’arredamento delle sale e esponendo il Ritratto in oro e azzurro, con chiari riferimenti mitteleuropei, il paesaggio San Martino al Cimino e le tre incisioni, ad acquatinta e ad acquaforte, Il pianista Angelelli, Il rimessino, e Gli erpici, dove chiaro era il riferimento alla Campagna romana, come attestò poi col dipinto Le vagliatrici, presentato nel 1914 alla II Mostra della Secessione Romana.
Ispirata al modernismo di Duilio Cambellotti è l’incisione La capanna morta, esposta nel 1915 alla III Secessione romana, insieme a Ritratto dello scultore D’Antino. Nel 1914 espose alla I Esposizione internazionale di Bianco e Nero di Firenze. Nel 1916 partì per il fronte, come tenente di fanteria. 

### Gli anni della maturità
Dopo la guerra dipinse ritratti, come quello del marchese Trioli, presentato alla I Biennale romana del 1921. Pubblicò sulla rivista "Architettura ed arti decorative" uno studio sui camini in antichi palazzi romani e fu tra i fondatori del GRIA (Gruppo Romano Incisori Artisti), nato a palazzo Venezia da un'idea di Federico Hermanin.
Disegnò il biglietto d’invito della I mostra del GRIA e vi presentò l'incisione Il sole di Roma. Insieme al GRIA, con incisioni, partecipò alla XCI e alla XCIII Esposizione degli Amatori e Cultori e alla II Esposizione internazionale dell’incisione moderna di Firenze, del 1927.
Alla Fiorentina primaverile del 1922 espose le acqueforti Il primo sole e L’ultimo sole, e i ritratti incisi: Signorina Gianna Rossi, Avvocato D’Angelantoni e Maestro Molinari. Il ritratto all’acquaforte del Maestro Respighi fu presentato alla II Biennale romana del 1923. Fu presente anche alla Quadriennale di Torino del 1923. Nel 1924, nel 1928, nel 1930 e nel 1938 presentò incisioni alla Biennale di Venezia.
Nel 1925 contribuì alla decorazione della sala degli Abitatori della Campagna romana, progettata da Alessandro Limongelli e alla II Mostra internazionale delle Arti Decorative nella Villa reale di Monza, realizzata con la direzione artistica di Federico Hermanin. Per l'apertura del palazzo Venezia, di Roma, disegnò mobili, serrature e lampadari.
Dal 1928 al 1935, quale esperto di tecniche calcografiche, scrisse le voci dedicate all’incisione per l’"Enciclopedia Italiana di scienze, lettere ed arti". Per la Confederazione fascista professionisti e artisti, nel 1929 fu scelto come fiduciario della sezione del Bianco e Nero. Creava intanto, per la Calcografia, una raccolta di grafica italiana contemporanea e nel 1931 ottenne uno spazio, alla Regia Calcografia, idoneo per tirare rami da porre in vendita.
Alla I Quadriennale d’arte di Roma del 1931 mostrò il disegno Ritratto di Nicola Bonservizi. Espose a Parigi al Salon international du livre del 1931 e nel 1930 alla Exposition de la gravure et de la médaille italienne contemporaine.

### La Calcografia Nazionale
Nel 1926 entrò nella commissione per il catalogo delle matrici e delle stampe possedute dalla Calcografia - oggi Istituto Centrale per la grafica - e nel 1933 divenne direttore della Calcografia. Nel 1934 uscì il suo "Catalogo generale delle stampe tratte dai rami incisi posseduti dalla Regia Calcografia di Roma". La Calcografia, divenuto un vero laboratorio per l’incisione moderna, ospitò rassegne delle scuole d’arte e concorsi per arricchirne le sue collezioni.
La I e la II Mostra dell’incisione italiana trovarono spazio idoneo alla Calcografia (1931) e al Palazzo delle Esposizioni (1932).
In pittura, Petrucci si dedicava intanto al paesaggio: Campo di papaveri (1930), Castel Porziano e Tramonto nel castagneto. 
Insieme al pittore Alessandro Poma si presentò in mostra, nel 1931, alla Pinacoteca civica di Livorno, oggi Museo civico Giovanni Fattori. Nel 1935 presentò alla II Quadriennale romana le acqueforti Nido fra i monti e Vitorchiano, e alla V Mostra del Sindacato interprovinciale fascista Belle Arti del Lazio presentò il Ritratto del senatore Varisco.

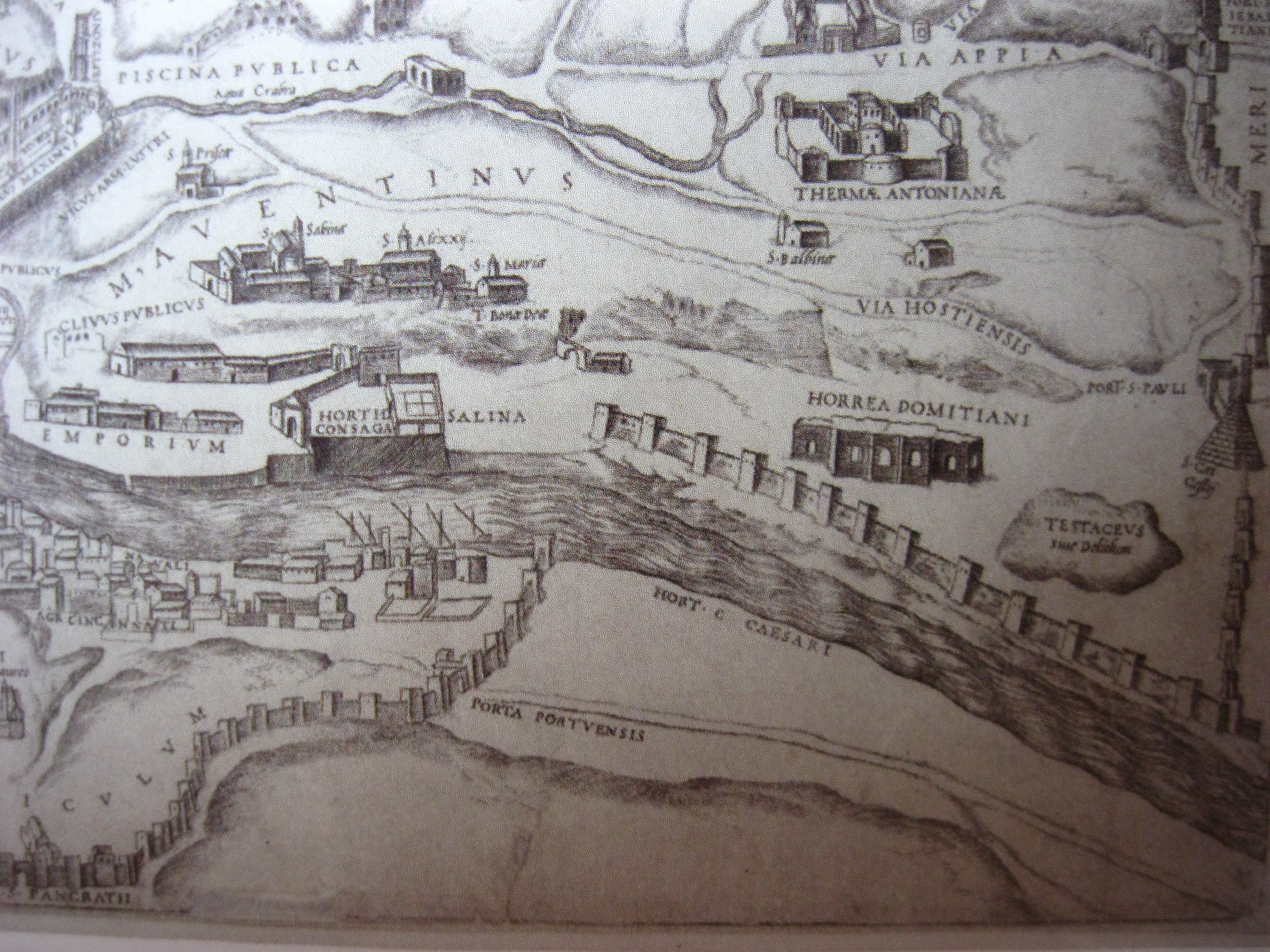
Pirro Ligorio, Pianta di Roma antica, (part.)

La sua Alba sui monti era presente alla III Quadriennale romana del 1939 e alla IX Mostra del Sindacato interprovinciale fascista del Lazio (1940), dove presentò anche le incisioni Tuscania e Nudo femminile. La valle di Calcata era nel 1941 a Milano, alla III Mostra del Sindacato nazionale fascista di Belle Arti.
Durante la II Guerra mondiale trasferì le matrici più preziose della Calcografia al forte Sangallo di Civita Castellana e nel 1941 trattò per la Calcografia l’acquisto dei rami della Pianta di Roma antica di Pirro Ligorio.
Fu nominato accademico dell'Accademia di San Luca, nella classe pittura (1943); fu socio onorario dell’Accademia di Belle Arti "Pietro Vannucci" di Perugia (1948) e dell’Accademia "Raffaello" di Urbino (1950).
Dal 1946 organizzò alla Calcografia antologiche di grafica moderna, come quella dedicata a Giorgio Morandi. Con Enrico Gianeri pubblicò "La caricatura italiana dell’Ottocento" (1954); con Nello Ponente e con Lionello Venturi pubblicò "La cultura figurativa e la stampa d’arte ai nostri giorni" (1957).
Nel 1957 curò per "Enciclopedia universale dell'arte" la voce Incisione; scrisse poi voci per il "Dizionario biografico degli Italiani", dell’Istituto della Enciclopedia Italiana, e per la "Enciclopedia dell’arte antica classica e orientale", creata da Ranuccio Bianchi Bandinelli.
Tenne corsi su l'incisione all'Istituto nazionale di archeologia e storia dell’arte di Roma e all'Università di Pisa e corsi di Museologia a Villa Falconieri a Frascati. Tra i suoi allievi c'è la cagliaritana Anna Marongiu (1907–1941), morta giovane in un incidente aereo.

### Fonti documentarie
- Roma. Archivio storico dell’Accademia nazionale di San Luca, Fondo Petrucci.
- Roma. Archivio delle arti applicate del XX secolo.